# Inmigración española en Rusia
La inmigración española en Rusia es el movimiento migratorio desde España hacia la Federación de Rusia. Los españoles llegaron en busca de trabajo como obreros y jornaleros, así como también por movimientos armados suscitados en España que impulsaron a los españoles a emigrar hacia Rusia. Según el Instituto Nacional de Estadística de España, hacia el 1 de enero de 2013 residían en Rusia 1.939 españoles, de los cuales 458 figuran en el Padrón de Españoles Residentes en el Extranjero. Entre 2008 y 2013, se incrementó en 29,92% el número de españoles en Rusia. En 2016, la cifra había ascendido a 2.230.
Actualmente, las principales oportunidades laborales para españoles en Rusia son ingenieros y técnicos altamente cualificados y profesores de idioma español. Españoles también van a estudiar a universidades rusas por los acuerdos que tienen estas con otras de Madrid y de Barcelona. Otra característica de los inmigrantes españoles es que la mayoría de ellos se casan con rusos.

## Historia

### Niños de Rusia
Se denomina Niños de Rusia a los miles de menores de edad enviados al exilio durante la Guerra Civil Española desde la zona republicana a la Unión Soviética, entre los años 1937 y 1938, para evitarles los rigores de la guerra. Algunos regresaron a España entre 1956 y 1959 y otros se trasladaron a Cuba durante los años sesenta, aunque un importante colectivo ha permanecido en Rusia hasta la actualidad. En febrero de 2004 todavía se contaban 239 "Niños de Rusia" como residentes en los territorios de la antigua Unión Soviética, según los archivos del Centro Español de Moscú. El informe de beneficiarios de la prestación económica de la Ley 3/2005 del cuarto trimestre del 2011 hecho por el gobierno de España, incluía que 131 beneficiarios eran de Rusia, representando 5,93% del total. En el mismo trimestre de 2011 se reportó que 13 españoles en Rusia se beneficiaron de la prestación económica por ancianidad.